# L'Insupportable Soupçon
L'Insupportable soupçon (A Killer Among Us) est un téléfilm canadien réalisé par Bradley Walsh, diffusé aux États-Unis le 8 septembre 2012 sur Lifetime et en France le 8 février 2013 sur TF1.

## Synopsis
Un inspecteur enquête sur le meurtre non résolu d'une femme de 45 ans, mère de trois enfants. il est aidé par une adolescente, fille de la défunte.

## Fiche technique
- Titre original : A Killer Among Us
- Réalisateur : Bradley Walsh
- Scénario : Katherine Fugate (en)
- Pays : Canada
- Durée : 100 minutes

## Distribution
- Tess Atkins (VF : Jessica Monceau) : Alex
- Tom Cavanagh (VF. : Serge Faliu) : Nick Carleton
- Boris Kodjoe (VF : Daniel Lobé) : Joseph Moran
- William deVry (en) : Officier Drake
- MacKenzie Porter : Marissa Drake
- Anne Marie DeLuise : Claire Drake
- Alex Ferris : Sean Carleton
- Michelle Creber : Ellie Carleton
- Gavin Cooke : Bruce Wilkins
- Olivia Cheng (en) : Miss Hetherington
- Reese Alexander : le détective Gomez
- Zahra Alani : reporter

Sources et légende : Version française selon le carton de doublage.

## Accueil
Le téléfilm a été vu par 2 millions de téléspectateurs lors de sa première diffusion.